# 真北路
真北路是一條位於中國上海市普陀區西部的南北走向的道路，道路上方是上海中環線高架。中華民国21年（1932年）一二八战争时，因國民革命軍十九路军抗日军运需要，于当年2月底辟筑，南起北新泾，北至杨家桥，原為土路。民国24年（1935年）曾计划拓宽改建，未能实现。中華人民共和國成立后拓宽至11米，改建成煤屑路面。1964年南段改经新建的北新泾桥连接北翟路。1967年改建为沥青混凝土路面。1985年曹安路以北路面拓宽至40.5米，并在北段改道穿真北路立交桥后再伸筑至真南路。